# 포스파티딜이노시톨 3,5-이중인산

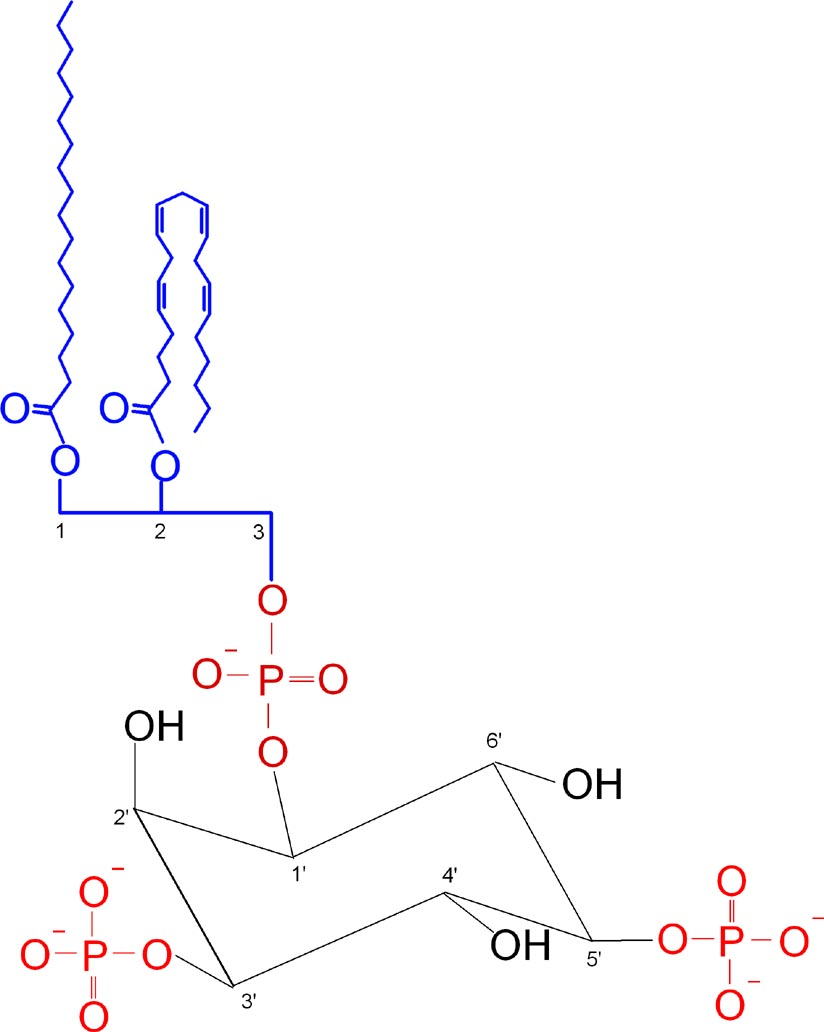
포스파티딜이노시톨 3,5-이중인산의 2차원적 표현

포스파티딜이노시톨 3,5-이중인산(영어: phosphatidylinositol 3,5-bisphosphate, PI(3,5)P2)은 진핵세포의 세포막에서 발견되는 7가지 포스포이노시타이드 중 하나이다. 분열 정지 세포에서 일반적으로 고성능 액체 크로마토그래피(HPLC)로 정량화되는 포스파티딜이노시톨 3,5-이중인산의 수준은 구성적으로 존재하는 포스포이노시타이드 중에서 가장 낮다.

## 같이 보기
- 포스포이노시타이드